# Potomac (reka)
Potomac (izvirno angleško Potomac River) je četrta najdaljša reka Zahodne obale ZDA in 21. najdaljša reka v celotnih ZDA. 665 km dolga reka teče po ozemlju treh ameriških zveznih držav (Maryland, Virginija in Zahodna Virginija) in Distrikta Kolumbija. Njeno porečje obsega 38.000 km². 